# ボローニャ楽派

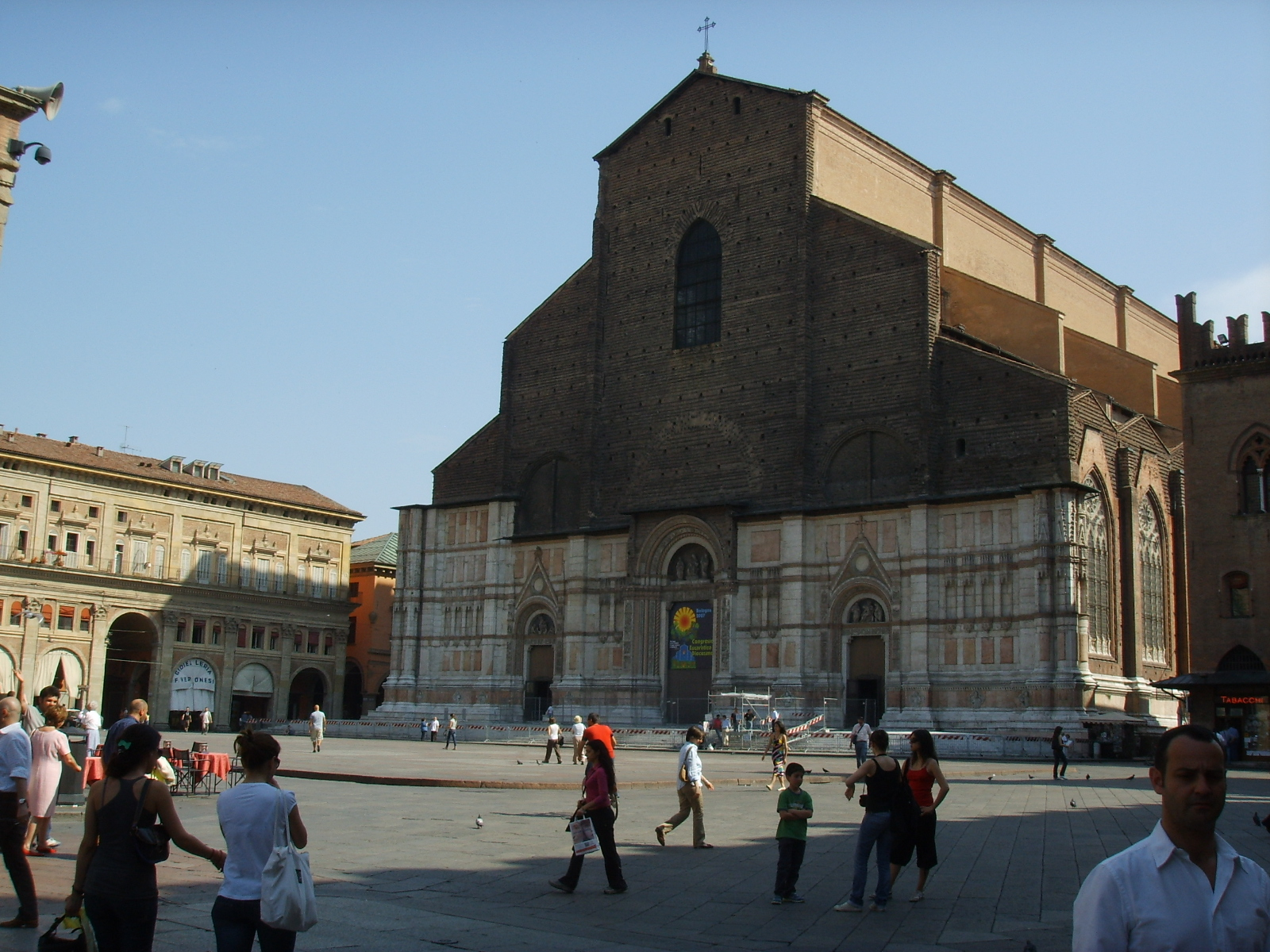
サン・ペトロニオ教会

ボローニャ楽派（イタリア語: Scuola musicale Bolognese）は、17-18世紀のボローニャを中心に活動したバロック音楽の楽派。

## 概要
創始者はマウリツィオ・カッツァーティといわれている。カッツァーティはサン・ペトロニオ教会の楽長として、1657年から器楽による音楽会を開き、ボローニャの音楽シーン全体の重心を教会音楽から器楽曲へと移していった。カッツァーティの方針はジョヴァンニ・パオロ・コロンナ（1674-95）とジャコモ・アントニオ・ペルティ（1696-1756）という後任の楽長たちにも受け継がれ、1666年にはアカデミア・フィラルモニカが創設されている。アカデミア・フィラルモニカでは器楽によるソロ・コンチェルトのスタイルが作られた。こうして1650年代から1750年代までボローニャと周辺の北イタリアの作曲家たちは、器楽曲（特に独奏曲やトリオ・ソナタや協奏曲などのヴァイオリン音楽）を数多く残した。

## 特徴
ソロ・コンチェルトは4つの部分からなるソナタまたはシンフォニアから発生した。初期の例としてはカッツァーティの『トランペット・ソナタ Op.35』やアンドレア・グロッシの『トランペット・ソナタ Op.3』などがある。初期にはトランペットがもっとも重要な独奏楽器であったが、後にオーボエやヴァイオリンがそれに代わった。最初の優れたヴァイオリン協奏曲としてジュゼッペ・トレッリによって書かれた『ヴァイオリンのための協奏曲 Op.6』があげられる。他にも1702年にジュゼッペ・マリア・ヤッキーニは最初のチェロ協奏曲（Op.4）を作曲した。後にアントニオ・ヴィヴァルディがこのジャンルを発展させた。

## 代表的な人物
- マウリツィオ・カッツァーティ
- ジョヴァンニ・パオロ・コロンナ
- ジャコモ・アントニオ・ペルティ
- ジョヴァンニ・バティスタ・ヴィターリ
- ペトロニオ・フランチェスキーニ
- バルトロメウ・ラウレンティ
- ドメニコ・ガブリエッリ
- ジュゼッペ・トレッリ
- アンドレア・グロッシ
- フランチェスコ・ガスパリーニ
- ジュゼッペ・タルティーニ

またローマで活動したアルカンジェロ・コレッリは若いころにボローニャで学び、「イル・ボロネーゼ」とのあだ名があった。

## 文献
- Peter Allsop: Arcangelo Corelli und seine Zeit (= Grosse Komponisten und ihre Zeit). Herausgegeben von Birgit Schmidt. Laaber-Verlag, Laaber 2009, ISBN 978-3-89007-250-0.
- Willi Apel: Die italienische Violinmusik im 17. Jahrhundert (= Archiv für Musikwissenschaft. Beihefte 21). Steiner, Wiesbaden 1983, ISBN 3-515-03786-1.
- Alfred Baumgartner: Giorgio Buoni. In: Alfred Baumgartner: Der große Musikführer. Musikgeschichte in Werkdarstellungen. Band 2: Barockmusik. Kiesel, Salzburg 1981, ISBN 3-7023-4002-5, S. 403.
- Gaetano Gaspari: La Musica in San Petronio. A continuazione delle memorie risguardanti la storia dell'arte musicale in Bologna. s. n., Bologna 1870, online.
- Franz Giegling: Giuseppe Torelli. Ein Beitrag zur Entwicklungsgeschichte des italienischen Konzerts. Bärenreiter, Kassel u. a. 1949 (Zugleich: Zürich, Univ., Diss., 1947).
- Lev Ginsburg: Giuseppe Tartini. Eulenburg, Zürich 1976, S. 21 ff.
- Bolognesische Schule. In: Wilibald Gurlitt (Hrsg.): Riemann-Musik-Lexikon. Band 3: Sachteil A – Z. 12. völlig neubearbeitete Auflage in drei Bänden. Schott, Mainz u. a. 1967.
- Siegfried Mauser (Hrsg.): Handbuch der musikalischen Gattungen. Band 4: Michael Thomas Roeder: Das Konzert. Laaber-Verlag, Laaber 2000, ISBN 3-89007-127-9.
- Francesco Vatielli: Arte e vita musicale a Bologna. Studi e Saggi. Zanichelli, Bologna 1927.